# スタントン・デイヴィス
スタントン・デイヴィス（Stanton Davis、1945年11月10日 - 、ニューオーリンズ生まれ）は、アメリカのジャズ・トランペット奏者にして教育者。
デイヴィスはバークリー音楽大学（1967年–1969年）とニューイングランド音楽院（1969年–1973年）で学び、1968年から1974年までマサチューセッツ工科大学のラジオ局で番組ディレクターを務めた。1983年にウェズリアン大学で民族音楽学の修士号を取得。最初はボストン周辺という地元で演奏し、その後、ジョージ・ラッセル、マーサー・エリントン、レスター・ボウイ、チャーリー・ヘイデン、ジョルジュ・グルンツ、ジム・ペッパー、ボブ・スチュワート、ムハル・リチャード・エイブラムス、サム・リヴァース、ギル・エヴァンス、ウェブスター・ルイス、ジャッキー・バイアード、マックス・ローチ、ジェームス・ムーディと共演した。サウスイースト・マサチューセッツ大学（1976年–1978年）、ウェルズリー大学（1981年–1984年）、ベニントン大学（1980年–1982年）、ニューイングランド音楽院（1980年–1982年）で教鞭をとり、ジャズモービル（1980年–1988年）という組織で働いた。
バンドリーダーとしてのデイヴィスの唯一のメジャー・リリースは、Enja Recordsからリリースされた1988年のアルバム『マンハッタン・メロディ』である。また、1977年に「スタントン・デイヴィス・アンド・ザ・ゲットー・ミスティシズム・バンド」という名前の彼のグループによって、Outrageous Recordsからリリースされた『ブライター・デイズ』と呼ばれるボストン時代初期のLPが存在した。

## ディスコグラフィ

### リーダー・アルバム
- 『ブライター・デイズ』 - Brighter Days (1977年、Outrageous) ※スタントン・デイヴィス・アンド・ザ・ゲットー・ミスティシズム・バンド名義
- 『マンハッタン・メロディ』 - Manhattan Melodies (1988年、Enja)
- 『イシス・ヴォヤージ』 - Isis Voyage (2014年、Cultures Of Soul) ※スタントン・デイヴィス・アンド・ザ・ゲットー・ミスティシズム・バンド名義

### 参加アルバム
ムハル・リチャード・エイブラムス
- View from Within (1984年、Soul Note)

レイ・アンダーソン
- It Just So Happens (1987年、Enja)

レスター・ボウイ・ブラス・ファンタジー
- 『瞳は君故に』 - I Only Have Eyes for You (1985年、ECM)
- 『アヴァン・ポップ』 - Avant Pop (1986年、ECM)
- Twilight Dreams (1987年、Venture)
- 『シリアス・ファン』 - Serious Fun (1989年、DIW)
- 『マイ・ウェイ』 - My Way (1990年、DIW)
- 『ライヴ・アット・トーキョー・ミュージック・ジョイ'90』 - Live at the 6th Tokyo Music Joy (1991年、DIW)

ジョルジュ・グルンツ
- 『ファースト・プライズ』 - First Prize (1989年、Enja)

チャーリー・ヘイデン
- The Montreal Tapes: Liberation Music Orchestra (1999年、Verve) ※1989年録音

ジミー・マクグリフ
- You Ought to Think About Me (1990年、Headfirst)

ジョージ・ラッセル
- The Essence of George Russell (1969年、Sonet)
- Trip to Prillarguri (1970年、Soul Note)
- Listen to the Silence (1971年、Soul Note)
- 『リヴィング・タイム』 - Living Time (1974年、Columbia) ※with ビル・エヴァンス
- New York Big Band (1978年、Soul Note)
- 『ライヴ・イン・アン・アメリカン・タイム・スパイラル』 - Live in an American Time Spiral (1982年、Soul Note)
- The 80th Birthday Concert (2003年、Concept)

ボブ・スチュワート
- 『ファースト・ライン』 - First Line (1988年、JMT)